# 欧斯科
欧斯科，是匈牙利沃什州所辖的一个村，总面积20.31平方公里，总人口660，人口密度32.5人/平方公里（2010年1月1日）。